# 日本特殊光学
日本特殊光学（にほんとくしゅこうがく、JSO）は、1977年（昭和52年）に愛知県幡豆郡に設立された天体機材メーカー。創業者は山田坂雄（1918 - 1986年）。アマチュア用シュミット式望遠鏡、シュミットカセグレン式望遠鏡の国産化に成功するなど特殊光学系に重点を置き一時高い評価を受けたが創業者の後継がなく廃業した。
製品については日本特殊光学の望遠鏡製品一覧を参照。